# Stenogrammitis boivinii
Stenogrammitis boivinii là một loài dương xỉ trong họ Polypodiaceae. Loài này được Mett. ex Kuhn Labiak mô tả khoa học đầu tiên năm 2011.